# Día de la República (Turquía)
El Día de la República (en turco: Cumhuriyet Bayramı) es un día festivo en Turquía que conmemora la proclamación de la República de Turquía el 29 de octubre de 1923.

## Contexto
El día festivo conmemora los eventos del 29 de octubre de 1923, cuando Mustafa Kemal declaró que Turquía sería desde ese día una república. Turquía era de facto una república desde el 23 de abril de 1920, la fecha del establecimiento de la Gran Asamblea Nacional de Turquía, pero la confirmación oficial de este hecho tuvo lugar tres años y medio después. El 29 de octubre de 1923 el estatus de la nación como república fue declarado y el nombre oficial del país es desde entonces es Türkiye Cumhuriyeti (República de Turquía). La Gran Asamblea Nacional eligió a Ataturk como el primer Presidente de la República.

## Celebraciones
El Día de la República es un feriado nacional marcado por manifestaciones patrióticas. Al igual que otros eventos de otoño, las celebraciones del Día de la República suelen tener lugar al aire libre. Según la Ley Núm. 2429 de 1981, el Día de la República es feriado nacional, por lo que todas las instituciones públicas están cerradas ese día. También se celebra en Chipre del Norte.
Las decoraciones (por ejemplo, globos y ropa) generalmente son de color rojo y blanco, los colores de la bandera turca. Anıtkabir es visitado por más de cien mil personas cada año. Los desfiles a menudo se llevan a cabo por la mañana, mientras que los conciertos y los fuegos artificiales ocurren por la noche, después del anochecer, en lugares como parques, recintos feriales o plazas de las ciudades. Los fuegos artificiales del Día de la República suelen ir acompañados de canciones patrióticas como la Marcha del Décimo Aniversario. Estambul tiene el espectáculo de fuegos artificiales más grande del país, que generalmente realiza espectáculos sobre el Bósforo. Otras exhibiciones importantes se encuentran en Ankara, en Ulus; y en Esmirna sobre el golfo de Esmirna y la plaza Gündoğdu.

## Discurso del décimo año
El discurso del décimo año fue el pronunciado por el presidente de la República de Turquía, Mustafa Kemal Atatürk, en las celebraciones del décimo aniversario de la fundación de la república. Este fue un discurso que no sólo da cuenta de la Guerra de Independencia turca, quién, por qué y cómo se libró la lucha nacional, sino que también contiene información importante sobre lo que se debía hacerse y qué se hizo en la fase posterior al establecimiento de la república.